# AFC Champions League 2
Liga Campionilor AFC 2 este o viitoare competiție continentală de fotbal pentru cluburi organizată de Confederația Asiatică de Fotbal (AFC). Va fi competiția de gradul doi a fotbalului de club din Asia, clasată sub AFC Champions League și deasupra AFC Challenge League.
Cluburile se vor califica pentru competiție în funcție de performanța lor în ligile naționale și competițiile de cupă. Participarea la competiție este deschisă cluburilor din primele 12 națiuni din regiunea de Est și din primele 12 națiuni din regiunea Vest, pe baza Clasamentului Competițiilor de Cluburi AFC.
Participanții din națiunile clasate pe locurile 1–6 în fiecare regiune vor fi clubul cel mai înalt clasat din acea națiune care nu s-a calificat pentru AFC Champions League. Între timp, națiunile clasate pe locurile 7–12 în fiecare regiune vor intra în cluburile lor de top direct în Liga Campionilor AFC 2. 